# Championnats de France d'athlétisme 1989
Navigation
Championnats 1988 Championnats 1990
Les Championnats de France d'athlétisme 1989 ont eu lieu du 12 au 14 août 1989 à Tours.

## Palmarès
| Discipline             | Hommes                    | Hommes         | Femmes              | Femmes         |
| ---------------------- | ------------------------- | -------------- | ------------------- | -------------- |
| 100 m                  | Bruno Marie-Rose          | 10 s 16        | Laurence Bily       | 11 s 04        |
| 200 m                  | Gilles Quénéhervé         | 20 s 86        | Odile Singa         | 23 s 36        |
| 400 m                  | Olivier Noirot            | 46 s 29        | Fabienne Ficher     | 52 s 32        |
| 800 m                  | Jean-Christophe Vialettes | 1 min 48 s 87  | Nathalie Thoumas    | 2 min 06 s 15  |
| 1 500 m                | Hervé Phélippeau          | 3 min 47 s 62  | Marie-Pierre Duros  | 4 min 16 s 27  |
| 3 000 m                | -                         | -              | Farida Fatès        | 9 min 11 s 24  |
| 5 000 m                | Pascal Clouvel            | 13 min 51 s 59 | -                   | -              |
| 10 000 m               | Didier Bernard            | 28 min 39 s 81 | Christine Loiseau   | 33 min 31 s 18 |
| 100 m haies            | -                         | -              | Monique Ewanje-Épée | 13 s 02        |
| 110 m haies            | Philippe Tourret          | 13 s 44        | -                   | -              |
| 400 m haies            | David Niaré               | 50 s 69        | Marie-José Pérec    | 55 s 76        |
| 3 000 m steeple        | Joseph Mahmoud            | 8 min 30 s 73  | -                   | -              |
| Saut en longueur       | Norbert Brige             | 8,04 m         | Florence Colle      | 6,38 m         |
| Triple saut            | Serge Hélan               | 16,78 m        | -                   | -              |
| Saut en hauteur        | Joël Vincent              | 2,25 m         | Madely Beaugendre   | 1,92 m         |
| Saut à la perche       | Philippe Collet           | 5,70 m         | -                   | -              |
| Lancer du poids        | Luc Viudès                | 19,17 m        | Léone Bertimon      | 16,06 m        |
| Lancer du disque       | Patrick Journoud          | 60,42 m        | Patricia Katona     | 57,52 m        |
| Lancer du marteau      | Frédéric Kuhn             | 75,10 m        | -                   | -              |
| Lancer du javelot      | Pascal Lefevre            | 82,10 m        | Martine Bègue       | 57,78 m        |
| Décathlon / Heptathlon | Christian Plaziat         | 8 375 pts      | Odile Lesage        | 6 019 pts      |